# Congresso astronautico internazionale

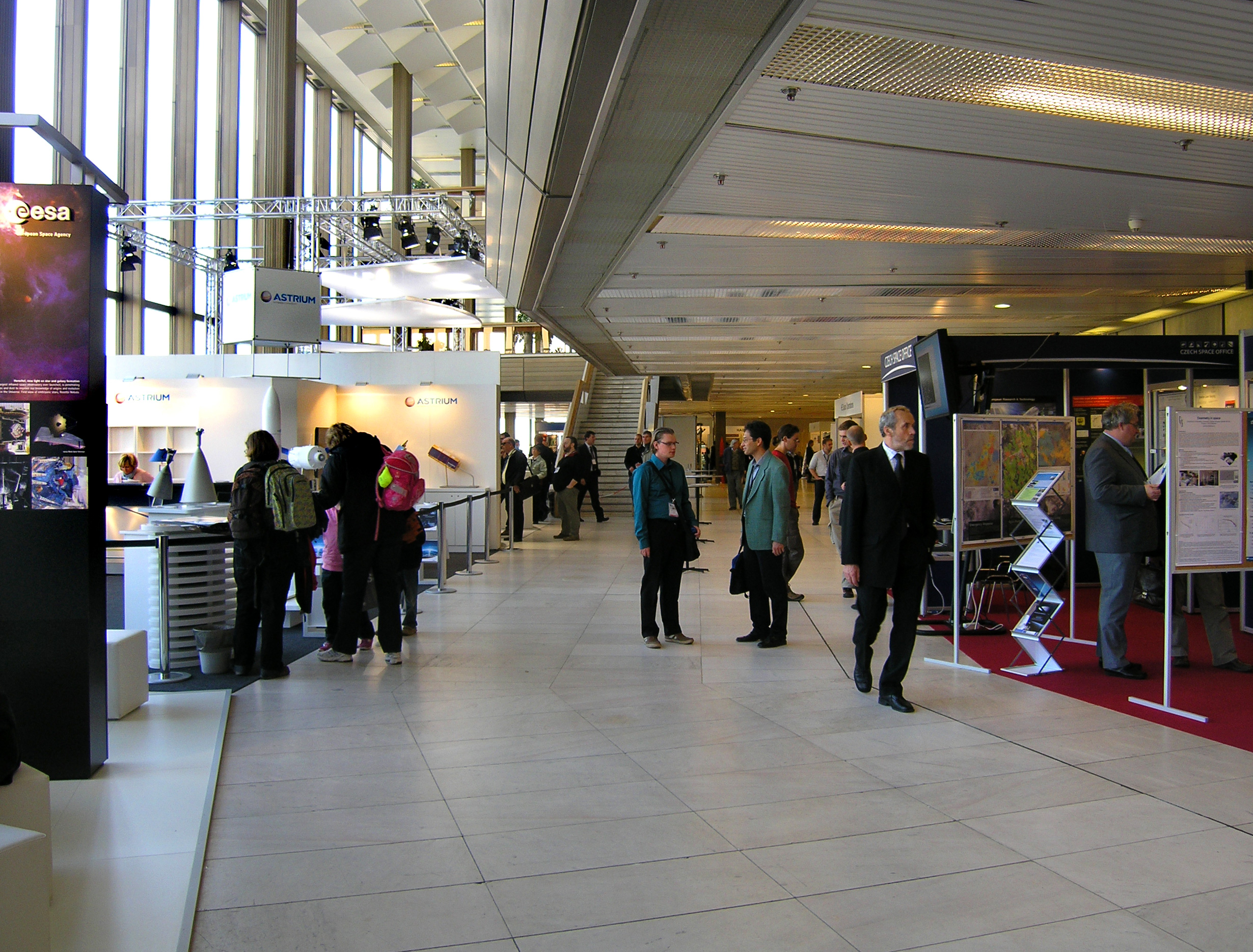
61º Congresso astronautico internazionale a Praga, Repubblica Ceca (2010)

Il Congresso astronautico internazionale (abbreviato in IAC dall'inglese International Astronautical Congress) è un convegno annuale incentrato sulla tecnologia spaziale e sul volo umano spaziale organizzato dalla Federazione astronautica internazionale (IAF), dall'Accademia internazionale di astronautica (IAA) e dall'Istituto internazionale di legge spaziale (IISL).
Si tiene generalmente all'inizio di ottobre. Si è svolto ogni anno a partire dal 1950.
Ogni anno al Congresso astronautico internazionale sono assegnati quattro premi: l'Allan D. Emil Memorial Award, la Franck J. Malina Astronautics Medal, il Luigi G. Napolitano Award e lo IAF Student Award.

## Sedi del congresso
- 2024 – Milano, Italia; 75° IAC (11-18 ottobre 2024)
- 2023 – Baku, Azerbaijan; 74° IAC (2-6 ottobre 2023)
- 2022 – Parigi, Francia; 73° IAC (18-22 settembre 2022)
- 2021 – Dubai, UAE; 72° IAC
- 2020 – Virtuale (a causa della pandemia Covid-19); 71° IAC
- 2019 – Washington DC, USA; 70° IAC
- 2018 – Brema, Germania; 69° IAC
- 2017 – Adelaide, Australia; 68° IAC
- 2016 – Guadalajara, Messico; 67° IAC
- 2015 – Gerusalemme, Israele; 66° IAC (12-16 ottobre 2015)
- 2014 – Toronto, Canada; 65° IAC (29 settembre – 3 ottobre 2014)
- 2013 – Pechino, Cina; 64° IAC (23-27 settembre 2013)
- 2012 – Napoli, Italia; 63° IAC (1–5 ottobre 2012)
- 2011 – Città del Capo, Sud Africa; 62° IAC (3-7 ottobre 2011)
- 2010 – Praga, Repubblica Ceca; 61° IAC (27 settembre – 1º ottobre 1 2010)
- 2009 – Daejon, Corea del Sud; 60° IAC (12-16 ottobre 2009)
- 2008 – Glasgow, Regno Unito; 59° IAC (29 settembre – 3 ottobre 2008)
- 2007 – Hyderabad, Andhra Pradesh, India; 58° IAC (24–28 settembre 2007)
- 2006 – Valencia, Spagna; 57° IAC (2–6 ottobre 2006)
- 2005 – Fukuoka, Giappone; 56° IAC (16–21 ottobre 2005)
- 2004 – Vancouver, Canada; 55° IAC (4–8 ottobre 2004)
- 2003 – Brema, Germania; 54° IAC (29 settembre – 3 ottobre 2003)
- 2002 – Houston, Texas, USA; 2° World Space Congress (10–19 ottobre 2002)
- 2001 – Tolosa, Francia; 52° IAC (1–5 ottobre 2001)
- 2000 – Rio de Janeiro, Brasile; 51° IAC (2–6 ottobre 2000)
- 1999 – Amsterdam, Paesi Bassi; 50° IAC (4–8 ottobre 1999)
- 1998 – Melbourne, Australia; 49° IAC (28 settembre – 2 ottobre 1998)
- 1997 – Torino, Italia; 48° IAC (6–10 ottobre 1997)
- 1996 – Pechino, Cina; 47° IAC (7–11 ottobre 1996)
- 1995 – Oslo, Norvegia; 46° IAC, (2–6 ottobre 1995)
- 1994 – Gerusalemme, Israele; 45° IAC (9–14 ottobre 1994)
- 1993 – Graz, Austria; 44° IAC, (16–22 ottobre 1993)
- 1992 – Washington, D.C., USA; 43° IAC, (28 agosto – 5 settembre 1992)
- 1991 – Montréal, Canada; 42° IAC, (5–11 ottobre 1991)
- 1990 – Dresda, Germania; 41° IAC, (6-12 ottobre 1990)
- 1989 – Malaga, Spagna; 40° IAC, (7–13 ottobre 1989)
- 1988 – Bangalore, India; 39° IAC, (8–15 ottobre 1988)
- 1987 – Brighton, Regno Unito; 38° IAC, (10–17 ottobre 1987)
- 1986 – Innsbruck, Austria; 37° IAC, (4–11 ottobre 1986)
- 1985 – Stoccolma, Svezia; 36° IAC, (7–12 ottobre 1985)
- 1984 – Losanna, Svizzera; 35° IAC, (8–13 ottobre 1984)
- 1983 – Budapest, Ungheria; 34° IAC
- 1982 – Parigi, Francia; 33° IAC (27 settembre – 2 ottobre 1982)
- 1981 – Roma, Italia; 32° IAC
- 1980 – Tokyo, Giappone; 31° IAC
- 1979 – Monaco di Baviera, Germania; 30° IAC
- 1978 – Dubrovnik, Jugoslavia; 29° IAC
- 1977 – Praga, Cecoslovacchia; 28° IAC
- 1976 – Anaheim, California, USA; 27° IAC, (10–16 ottobre 1976)
- 1975 – Lisbona, Portogallo; 26° IAC
- 1974 – Amsterdam, Paesi Bassi; 25° IAC
- 1973 – Baku, URSS; 24° IAC
- 1972 – Vienna, Austria; 23° IAC
- 1971 – Bruxelles, Belgio; 22° IAC
- 1970 – Costanza, Germania; 21° IAC
- 1969 – Mar del Plata, Argentina; 20° IAC
- 1968 – New York, USA; 19° IAC
- 1967 – Belgrado, Jugoslavia; 18° IAC
- 1966 – Madrid, Spagna; 17° IAC
- 1965 – Atene, Grecia; 16° IAC (13–18 ottobre 1965)
- 1964 – Varsavia, Polonia; 15° IAC (7–12 settembre 1964)
- 1963 – Parigi, Francia; 14° IAC (25 settembre – 1º ottobre 1964)
- 1962 – Varna, Bulgaria; 13° IAC
- 1961 – Washington, D.C., USA; 12° IAC
- 1960 – Stoccolma, Svezia; 11° IAC
- 1959 – Londra, Regno Unito; 10° IAC
- 1958 – Amsterdam, Paesi Bassi; 9° IAC
- 1957 – Barcellona, Spagna; 8° IAC
- 1956 – Roma, Italia; 7° IAC
- 1955 – Copenaghen, Danimarca; 6° IAC
- 1954 – Innsbruck, Austria; 5° IAC (2–7 agosto 1954)
- 1953 – Zurigo, Svizzera; 4° IAC (3–8 agosto 1953)
- 1952 – Stoccarda, Germania; 3° IAC ([??] settembre 1952)
- 1951 – Londra, Regno Unito; 2° IAC ([??] settembre 1951)
- 1950 – Parigi, Francia; 1° IAC (1-2 ottobre 1950)